# Keturah Anderson
Keturah Anderson, född 9 januari 1968, är en kanadensisk före detta friidrottare som tävlade i kortdistanslöpning och i häcklöpning.
Anderson började som kortdistanslöpare och deltog vid två inomhus-VM där hon tävlade på 60 meter, men hon tog sig aldrig vidare från försöken. Som häcklöpare är hennes främsta merit bronsmedaljen från inomhus-VM 1999 på 60 meter häck. 
Hon var i VM-final på 100 meter häck vid VM 1997 i Aten där hon slutade sexa. Vid Olympiska sommarspelen 2000 som blev hennes sista stora mästerskap slogs hon ut i försöken.

## Personliga rekord
- 60 meter - 7,58 från 1993
- 100 meter - 11,42 från 1988
- 60 meter häck - 7,90 från 1999
- 100 meter häck - 12,61 från 1999